# تيودور فيرير
تيودور فيرير (بالفرنسية: Charles-Théodore Frère)‏ هو رسام فرنسي، ولد في 21 يونيو 1814 في باريس في فرنسا، وتوفي بنفس المكان في 24 مايو 1888.